# Leopold I (książę Anhaltu-Dessau)
Leopold I, książę Anhaltu-Dessau (zwany niem. der alte Dessauer – „stary Dessauer”, ur. 3 lipca 1676, zm. 7 kwietnia 1747) – książę Anhaltu-Dessau od 1693, generał-feldmarszałek pruskiej armii. Stworzył technikę musztry znaną jako „pruski dryl”. Przeciwnikiem tego nowego stylu szkolenia był inny pruski dowódca Kurt Christoph von Schwerin.